# Tako je umrl Zaratuštra
Tako je umrl Zaratuštra je drama, ki jo je napisal Ivo Svetina. 

## OSEBE
- Zaratustra
- Njegova Senca
- Kača
- Orel
- Osel
- Vrvohodec, ki je od mrtvih vstal
- Grbavec
- Berač
- Pastir
- Zurvan, Zaratustrov sin
- Ameša, Zurvanova mati
- Sela, hči puščave
- Hčere puščave
- Plešoči zbor

## Povzetek

### Prolog
Sprevod žalovalcev pokopava mrtveca, ki je spoznal, da je človek sam svoja odrešitev; enkrat je bil že umrl, a se je vrnil, da bi nam dal sebe, svojo in našo prihodnost.

### 1. dejanje
Zaratustra se je bil umaknil v samoto, da bi v njej dozorel. Svojim prijateljem in služabnikom, Kači (modrost), Orlu (ponos) in Oslu (vdanost) razodene, da je napočilo Veliko poldne, čas, ko se rodi nadčlovek; ta klice za sabo vse, ki zmorejo v sebi ubiti sebe ter so zaničevalci in uničevalci sodrge. Kača in Orel odideta, da bi svetu oznanila veliko vest, Zaratustra pa s svojo Senco, edinim ostankom prejšnjega človeka v njem, in z Oslom sanja o Njem, ki ni ne človek ne bog, ker je višji od obeh. - Zvečer se Kača in Orel vrneta, zbori trpečih in hrepenečih se že zbirajo, da bi jih Zaratustra popeljal k Oznanjevalcu (ki je on sam). Prve so Sela in lepe hčere puščave, nad čemer je Zaratustra hudo razočaran: ženske zaničuje, iz odnosov z njimi se rodita le žalost in beda, njegova edina ljubezen je samota. Senca izpodbija vsak njegov stavek, pokaže, da ga je žensk strah, namiguje na ljubezensko razočaranje. Zaratustra prizna, da je ljubil, a je ljubezen v sebi ubil, zapustil je še nerojenega sina, ker se je posvetil spoznanju. Sela uvidi, da njegov čas ni njen, hčere puščave odidejo. – Zaratustra pripravlja slovesnost, ki naj oznani začetek novega štetja, ko bo svet očiščen tako dobrega kot zla; Ljubezen je bog in on, Zaratustra, je ljubezen! Ki ljubi le samo sebe, jedko doda Senca.

### 2. dejanje
Oznanilu so se odzvali le redki: Berač, Grbavec, Pastir, Vrvohodec, ki pa niso podbni zborom trpečih in hrepenečih. Uživajo v jedači in pijači ter pod  vodstvom Osla zaplešejo kaotičen ples. Tedaj pride Ameša s sinom Zurvanom; slišala sta, da oznanjevalec novega časa umira. Zurvan se odpove svojemu sinovstvu, saj je oče sebe v sebi ubil; sodrga bo edini otrok Zaratustre, ki je bil svojega sina zatajil in njegovo mater pognal v bedo in prostitucijo. Zaratustra se krivi pod pezo obtožb, Zurvan pa odpelje slepo mater. - Vsak od gostov pričakuje od Zaratustre kaj koristnega. Zaratustra jim zabrusi, da v njih ni ne trpljenja ne hrepenenja, osli so, naj častijo Osla kot svojega malika. Osel je takoj za to, zbor povede v absurdne litanije češčenja in na koncu ščuva pijano drhal, naj ubije oznanjevalca. Zaratustra spozna, da s svojim oznanilom ni priklical levov in duhovnih otrok, ampak le topoglavo zalego, ki bi žrla in pila in častila slehernega, ki bi ji v puščavi obljubljal senco in srebrne studence. Ukaže Orlu, naj razžene malikovalce, in Oslu očita njegovo dejanje. Osel se brani: njegov hrbet je bil le most, ki vodi od živali k nadčloveku; človek je stopil prek njega in spet postal žival, nebo in zemlja se nista združila. Veliko poldne se je spremenilo v noč sramote in vrata niso odprta v večnost, ampak v smrt. Kdor to doume, se vrne v samega sebe in ne sme več živeti.  Zaratustra poprosi Kačo za njen dar, Kača ga piči in on umre od njene strupene modrosti. 

### Epilog
Zaratustrovi prijatelji se razidejo: Orel poleti k najvišji gori, Osel si bo poiskal udobno življenje, Kača ostane v srcu puščave, da v njej znova zori strup modrosti. Puščavski veter z zlatim prahom zasipa prostor in čas.